# From Now On…
| Оценки критиков | Оценки критиков |
| Источник        | Оценка          |
| --------------- | --------------- |
| AllMusic        | [ 1 ]           |

From Now On… (рус. Отныне...) — сольный студийный альбом вокалиста и басиста Гленна Хьюза (Deep Purple, Black Sabbath и Trapeze), вышедший в 1994 г. с характерным AOR-звучанием.

## История
From Now On… — второй сольный релиз Хьюза, после того как он нашёл свою «высшую силу» и поборол зависимость от наркотиков, которая развилась у него с конца 1970-х гг.
Альбом записывался в Швеции в Nordic Studio Lab со шведскими музыкантами, в том числе трёх участников группы Europe Йона Левена, Мика Микаэли и Яна Хаугланда, а также гитаристов Томаса Ларссона и Эрика Бойфельдта. Бэк-вокал на композиции «If You Don’t Want Me To» исполнила шведская певица и автор песен Мея. В альбом также попали композиции «You Were Always There» и «Devil In You», которые были изначально написаны для незаконченного альбома Hughes/Thrall.
Первоначально альбом вышел в Швеции. Впоследствии он был также выпущен в США, Японии и Европе. Американское издание включало новую версию песни Deep Purple «Burn» с альбома Burn, а японское — ещё и композицию You Keep On Moving с альбома Come Taste the Band.
Концертный альбом, озаглавленный Burning Japan Live, был записан в ходе тура с альбомом.

## Список композиций
1. «Pickin’ Up the Pieces» — 4:16 (Гленн Хьюз, Брюс Гоуди)
2. «Lay My Body Down» — 4:42 (Хьюз, Томас Ларссон)
3. «The Only One» — 4:38 (Хьюз, Эрик Бойфельдт)
4. «Why Don’t You Stay» — 4:24 (Хьюз, Ричард Бэйкер)
5. «Walkin’ On The Water» — 4:33 (Хьюз, Гоуди)
6. «The Liar» — 4:33 (Хьюз, Жан Бовуар)
7. «Into the Void» — 6:23 (Хьюз, Бойфельдт, Мик Михаэли)
8. «You Were Always There» — 4:47 (Хьюз, Пэт Тролл)
9. «If You Don’t Want Me To (Allyson’s Song)» — 5:14 (Хьюз, Йэнс Юханссон, Пер Стадин)
10. «Devil in You» — 4:00 (Хьюз, Тролл)
11. «Homeland» — 4:42 (Хьюз, Мел Гэлли)
12. «From Now On…» — 5:06 (Хьюз)

### Американский и японский бонус-треки
1. «Burn[англ.]» — 6:13 (Ричи Блэкмор, Дэвид Ковердэйл, Хьюз, Джон Лорд, Иэн Пейс)

### Японский бонус-трек
1. «You Keep On Moving» — 6:21 (Ковердэйл, Хьюз)

## Состав
- Гленн Хьюз — вокал
- Томас Ларссон — гитара
- Эрик Бойфельдт — гитара
- Йон Левен — бас-гитара
- Хемпо Хильден — ударные на композициях 1-12
- Ян Хаугланд — ударные на композициях 13-14
- Мик Михаэли — клавишные/бэк-вокал
- Мея — бэк-вокал на композиции 9